# In Fields of Pestilent Grief
In Fields of Pestilent Grief är det andra studioalbumet med det norska Funeral doom metal/death metal-bandet Funeral. Albumet släpptes 2001 av skivbolaget Nocturnal Music.

## Låtlista
1. "Yield to Me" – 7:07
2. "Truly a Suffering" – 4:33
3. "Demise" – 6:41
4. "The Stings I Carry" – 5:40
5. "When Light Will Dawn" – 8:34
6. "In Fields of Pestilent Grief" (instrumental) – 1:45
7. "Facing Failure" – 6:13
8. "What Could Have Been" – 3:42
9. "Vile Are the Pains" – 5:49
10. "Epilogue" (instrumental) – 4:29

## Medverkande
Musiker (Funeral-medlemmar)
- Hanne Hukkelberg – sång
- Anders Eek – trummor
- Idar Burheim – gitarr
- Christian Loos – gitarr
- Einar Andre Fredriksen – basgitarr
- Kjetil Ottersen – keyboard, sång

Bidragande musiker
- Øystein Rustad – sång (spår 9)
- Eli Hukkelberg – bakgrundssång

Produktion
- Øystein Rustad – ljudtekniker, ljudmix, mastering
- Anders Eek – ljudmix
- Baetylos - The Darkweaver – omslagsdesign, omslagskonst
- Thomas Eek – foto